# Dimos Karystos
Dimos Karystos är en kommun i Grekland.   Den ligger i prefekturen Nomós Evvoías och regionen Grekiska fastlandet, i den östra delen av landet, 60 km öster om huvudstaden Aten. Antalet invånare är 13 602. Dimos Karystos ligger på ön Euboia.